# Schauenseeklänge
Die Schauenseeklänge sind eine Ländlerkapelle, beheimatet in der Zentralschweiz. Der Name wurde vom Schloss Schauensee in Kriens abgeleitet. Einige Jahre später zog der Kapellmeister Werner Emmenegger mit seiner Familie von Kriens nach Seelisberg, so dass heute auch die Musikgruppe dort stationiert ist.

## Stil
Ihre Musik ergibt weitgehend eine Synthese zwischen dem Oberkrainer- und dem konzertanten Innerschweizerstil der traditionellen Ländlermusik. Das heißt, dass Werner Emmenegger auf dem Akkordeon das Staccato des Oberkrainerstils interpretiert. Er schafft auch Eigenkompositionen. Neben den traditionellen Rhythmen nahmen die fünf Musikanten auch Tango, Cha-Cha-Cha und Englischwalzer in ihr Repertoire.

## Werdegang
Die Formation wurde 1971 gegründet und bestand damals aus Werner Emmenegger (Akkordeon), Erika Huber (Klavier), Ernst und Karl Huber (beide Klarinette). Seit 1973 wird die Kapelle vom Musikverleger Seppi Fanger an der Bassgeige begleitet. Gleichzeitig wurde die Formationen von vier auf fünf Personen aufgestockt. Die „Schauenseeklänge“ mussten mehrere Personalwechsel durchstehen; so kam 1976 der noch heute mitspielende Klarinettist und Saxophonist Xaver Ineichen dazu. Seit 1990 sind der Pianist und Posaunist Paul Wallimann und der Klarinettist und Saxophonist Rolf Emmenegger dabei. Die heute aus fünf Musikern bestehende Kapelle wird zeitweise durch Gastmusikanten verstärkt, unter ihnen Edy Wallimann. Teils wird ein Oberkrainerstil gespielt, bei dem die sonst übliche Gitarre durch das Klavier ersetzt wird.

## Diskographie
- 45 Jahre Kapelle Schauenseeklänge Kriens-Seelisberg
- So tönts bim Werni live us Seelisberg
- Ich sags mit Blumen
- 40 Jahre Kapelle Schauenseeklänge
- Das Neuste von der 5 Mann-Kapelle  bei Phonoplay[1]
- 35 Jahre Kapelle Schauenseeklänge bei Phonoplay[2]
- Von Herz zu Herzen
- 30 Jahre unterwegs!
- Waldstätter Ländlermesse
- Musikanten-Freundschaft
- Klingende Grüsse aus Seelisberg
- 25 Jahre
- Swiss Folklore
- Chrienser-Schlag